# Nycteris madagascariensis
Nycteris madagascariensis is een zoogdier uit de familie van de spleetneusvleermuizen (Nycteridae). De wetenschappelijke naam van de soort werd voor het eerst geldig gepubliceerd door G. Grandidier in 1937.

## Voorkomen
De soort komt voor in het noorden van Madagaskar.